# ベイルート港爆発事故
ベイルート港爆発事故（ベイルートこうばくはつじこ、阿: 2020 انفجار بيروت）は、2020年8月4日18時頃（現地時間）に、レバノンの首都ベイルートにあるベイルート港で発生した爆発事故。
この爆発により都市の半分以上が被害を受け、218人が死亡、7,000人以上が負傷し、最大で30万人が家を破壊されて住む場所を失った。レバノン政府総合治安局長のアッバス・イブラヒムは、「今回の主な爆発は、政府によって没収され、過去6年間港に保管されていた約2750トンの硝酸アンモニウムと関連している」と述べた。

## 爆発
現場では、巨大な爆発が起きる前に小さな爆発が発生し、この際、炎と煙が立ち上ぼり、花火のような閃光が目撃された。 
現地時間（EEST）18時8分頃、2回目の爆発が発生した。これは、1回目よりも遥かに大きな爆発であった。爆発による衝撃は、ベイルートの中心部を揺さぶって、赤い塵の雲を空中に発生させた。また、衝撃波によって凝結雲が形成された。この爆発による爆風は、イスラエル北部と240キロメートル (150 mi)離れたキプロスでも観測され、更には宇宙空間にまで届いていたという。
更にマグニチュード3.3の地震と同等の地震波が観測された。

### 出力
この爆発の出力については各種の推定があるが、その多くが最良推定値を、0.5 - 1.1 kt（TNT換算）であるとしている。その推定の中間値 0.8 kt（TNT換算）は、1945年8月6日に広島市へ投下された原子爆弾（リトルボーイ）の出力が16 kt ± 2 ktであるから（リトルボーイ#核出力 ）、その1/20程度ということになる。

## 原因
爆発の原因は、すぐには特定されなかった。レバノンの国営メディアは、事故の発生当初、爆発が花火倉庫で起こったと報道したが、他の報道機関は石油貯蔵施設または化学薬品貯蔵施設で爆発が起こったと報道した。その後、レバノン総合保安局長のアッバス・イブラヒムは、「没収されて何年も倉庫で保管されていた硝酸アンモニウムによって爆発が引き起こされた」と述べた。この硝酸アンモニウムは、モルドバ国籍の貨物船MV Rhosusに積載されていたもので、同船は2014年にエンジントラブルによりベイルート港で立ち往生した。MV Rhosusはジョージアのバトゥミからモザンビークのベイラへ輸送する2,750tの硝酸アンモニウムを積載していた。後に同船の運航が不法に行われていたと判明したため、乗員は本国へ強制送還されたが、積載されていた貨物は没収され、ベイルート港付近の陸地で保管されていた。しかし、この硝酸アンモニウムは6年もの間、適切な安全対策がなされることなく保管されていた。爆発は、硝酸アンモニウムが保管されていた倉庫の外壁における溶接作業中に発生した。

## 被害

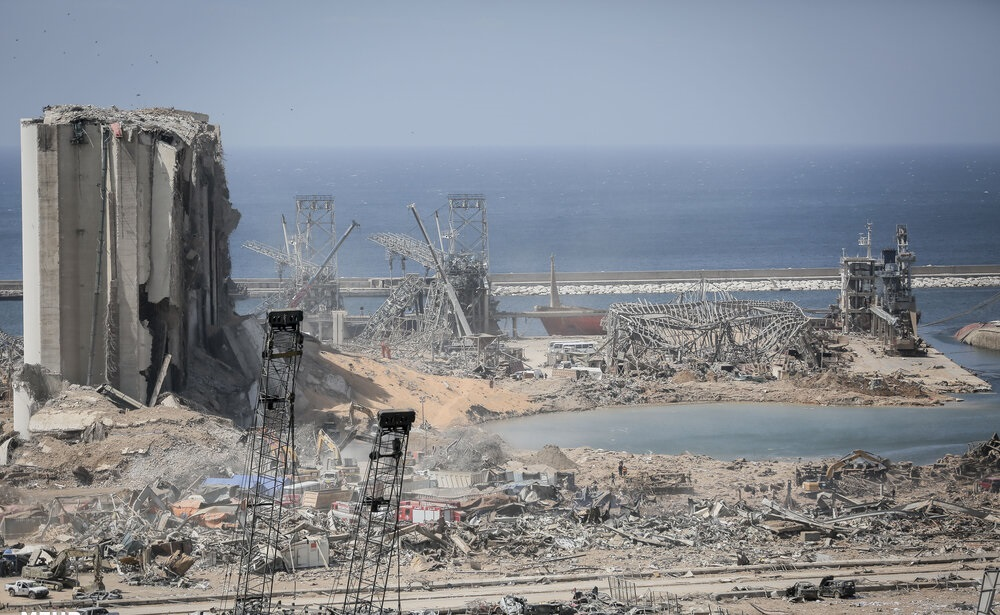
左の穀物倉庫は破壊され、右側の爆発現場にはクレーターが生じている。

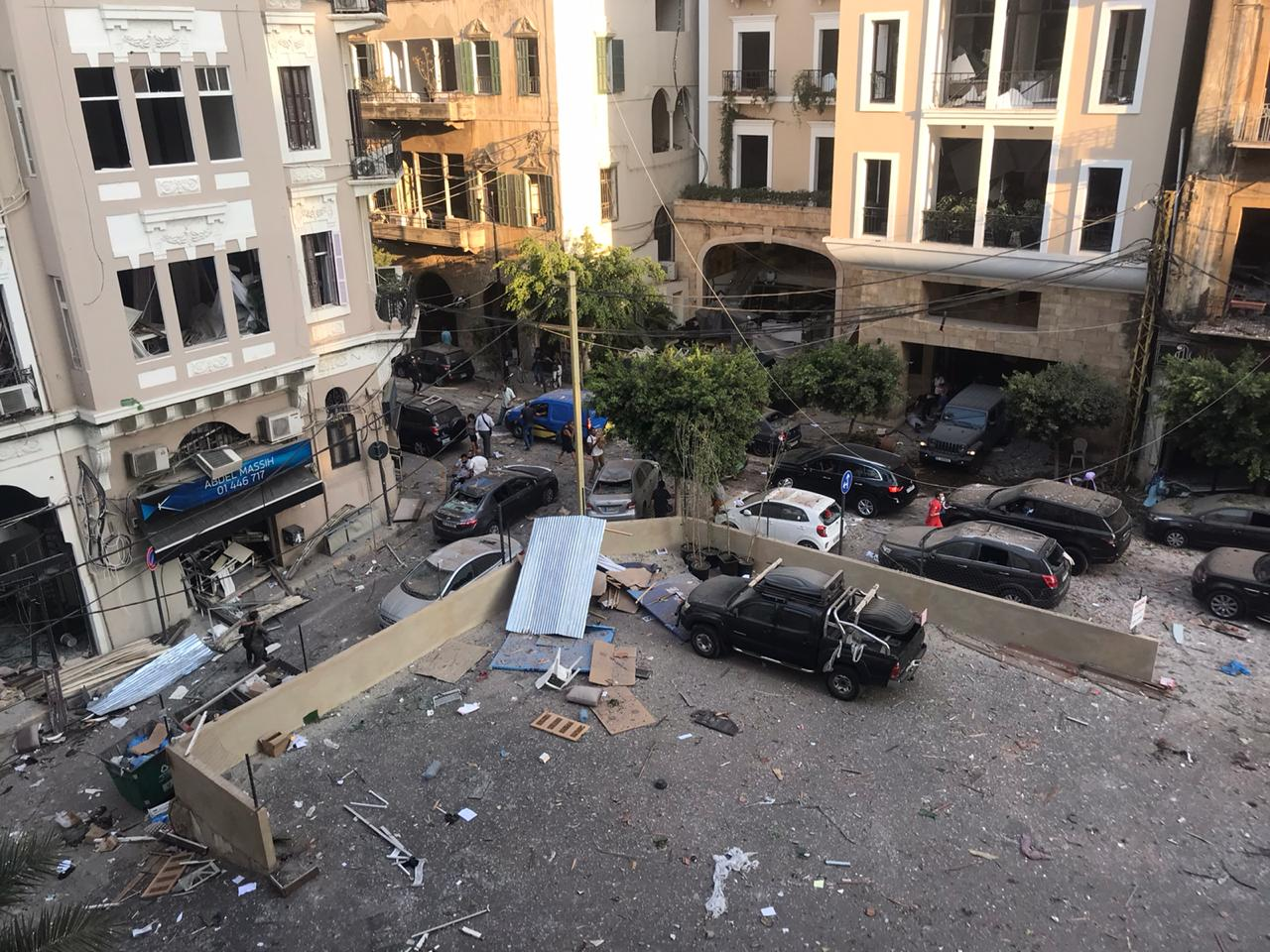
爆発の被害。

ベイルートのキプロス大使館の建物や大使公邸が、爆発によって被害を受けたと述べられた他、カザフスタン外務省も大使館が被害にあったことを報告した。レバノンの新聞社であるデイリースターの本社は深刻な被害を受け、屋根の一部が倒壊し、窓や家具が損傷した。目撃者によると、10キロメートル (6 mi)先の家も爆風によって被害を受けた。ヘリコプターを使用して、水をかける消火活動が行われた。
爆発現場となった倉庫は跡形もなく消し飛び、地面は大きくえぐれ、幅124m、深さ43mのクレーターが形成された。同時に、現場付近にあったベイルート市の第二位の穀物倉庫も爆発で破壊された。これにより、レバノン政府によると、COVID-19パンデミック により食糧不足の中にもかかわらず、市に備蓄されていた穀物の約85%が失われた。
ベイルート港に停泊していたクルーズ船のオリエント・クイーンは、爆発により大きな損傷を受け転覆し、乗員2人が死亡した。
また、ベイルート港から約1kmほど離れた住宅街にあるカルロス・ゴーンの自宅も、爆発により被害を受けたが、当時ゴーン夫妻は外出しており自宅にいた警備員や家事使用人にも怪我はなかった。
2022年8月4日、損傷したまま放置されていた穀物倉庫のサイロ４塔が倒壊した。

## 犠牲者・負傷者
この爆発による犠牲者は218人、負傷者は7,000人余りである。
爆発後、数百人が負傷し、多くの負傷者が地面に横たわった。目撃者は「病院は負傷者でいっぱいだった」と語った。ベイルート知事のマーワン・アブーは、1度目の爆発によって発生した火災の消火に当たっていた消防士が行方不明であると述べた。
カタエブ政党の書記長であるナザール・ナジャリアンは、重傷を負い当日中に死亡した。
国営レバノン電力会長のカマル・ハイエク（Kamal Hayek）も事故のため一時重体となった。

## 救援活動
レバノン赤新月社は、「北レバノン、ベッカー、南レバノンから、利用可能なすべての救急車が、患者を助けるためにベイルートに派遣されている」と述べた。ヘリコプターは爆発後の大火を消火するために使用された。近くの病院に運ばれた数十人の負傷者は、病院の損傷のために収容されることができなかった。イスラエルは爆発の直後にレバノンに医薬品を提供した。

## レバノン政府・各国の反応
レバノンの首相であるハッサン・ディアブは、爆発の翌日は全国的な追悼の日になると発表した。レバノン大統領のミシェル・アウンは、政府は避難民を支援し、保健省は負傷者の治療費用を負担すると述べた。ベイルート知事のマーワン・アブードはテレビで涙を流し、今回の事故を「全国的な大災害」と呼んだ。 
複数の国の代表は支援と哀悼の意を表し、一部は援助を申し出た。
イスラエルは、ヒズボラと同様に爆発への関与を否定した。
爆発事故後、政府の対応に批判が高まり、2019年10月より続いていた反政府デモが拡大、閣僚が次々に辞任を表明する事態となっていた中、8月10日、ディアブ首相が内閣総辞職を発表した。

## 余波
- 2024年、ロシアからカナリア諸島に向けて航行中の貨物船（マルタ船籍）が欧州北部の沿岸域で故障。各国に修理を打診したが積荷が肥料用の硫酸アンモニウムであるため、ベイルート爆発の二の舞を恐れたノルウェー、スウェーデン、リトアニアの各国は寄港自体を拒否した[56]。